# Sphecosoma surrenta
Sphecosoma surrenta là một loài bướm đêm thuộc phân họ Arctiinae, họ Erebidae.